# Ellikon an der Thur
Ellikon an der Thur är en ort och kommun i distriktet Winterthur i kantonen Zürich, Schweiz. Kommunen har 1 026 invånare (2023).